# توتون (گیاه)
توتون (نام علمی: Nicotiana Rustica) نام یک گونه از سرده تنباکوییان است.

## ساختار
این گونه تنباکو بسیار قدرتمند است، حاوی نه برابر نیکوتین بیشتر از گونه‌های معمولی نیکوتینا مانند Nicotiana tabacum (تنباکوهای معمولی) است. به شکل خاص‌، برگ‌های N. rustica دارای مقدار نیکوتین تا ۹٪ هستند، در حالی که برگ‌های N. tabacum حاوی ۱ تا ۳٪ هستند. غلظت بالای نیکوتین موجود در برگ‌های آن باعث تولید سم می‌شود و دارای کاربردهای متنوعی است. شایان ذکر است، N. rustica دیگر در آمریکای شمالی، خاستگاهش کشت نمی‌شود، زیرا N. tabacum جایگزین آن شده است.